# أحمد الجويد
أحمد عبد الله الجويد لاعب كرة قدم سعودي ، يلعب في الوسط في نادي الطائي.

## مسيرة اللاعب
لعب في نادي العمران ونادي الروضة ونادي النجوم ونادي الحزم ونادي الطائي.

## روابط خارجية
- أحمد الجويد على موقع Soccerway.com (الإنجليزية)
- أحمد الجويد على موقع كووورة